# Love 2 Love
Love 2 Love – jubileuszowa trasa koncertowa Edyty Górniak z okazji 25-lecia jej działalności artystycznej. Trasa złożona z 10 koncertów zorganizowanych w największych halach w Polsce, rozpoczęła się 8 sierpnia 2015 w Kielcach i zakończyła 14 lutego 2016 w Krakowie. Podczas trasy zapowiadano powstanie filmu dokumentalnego na temat jej przebiegu.
Jest to pierwsza trasa koncertowa Górniak od 16 lat. Jeszcze przed jej rozpoczęciem artystka brała lekcje śpiewu w USA, by lepiej zadbać o głos i zaprezentować się w jak najlepszej muzycznej formie.  

## Terminy i miejsca koncertów
- 8 sierpnia 2015 – Amfiteatr Kadzielnia w Kielcach
- 26 września 2015 – Amfiteatr w Płocku (koncert miał odbyć się 19 września, jednak Górniak trafiła do szpitala)[4]
- 8 października 2015 – Hala Stulecia we Wrocławiu
- 9 października 2015 – Hala Arena w Poznaniu
- 16 października 2015 – Hala Azoty w Szczecinie
- 22 października 2015 – Hala Łuczniczka w Bydgoszczy
- 25 października 2015 – Hala Arena w Gdańsku
- 15 listopada 2015 – Hala Globus w Lublinie
- 29 listopada 2015 – Hala Atlas Arena w Łodzi

- 14 lutego 2016 – Hala TS Wisła w Krakowie (koncert miał odbyć się 9 grudnia 2015, jednak przez brak możliwości skoordynowania wszystkich, głównych gości finałowego koncertu jubileuszowego, Edyta postanowiła go przełożyć, zapowiadając jednocześnie jeden dodatkowy koncert w Warszawie)[5]

## Setlista
1. „Jestem kobietą”
2. „On the Run”
3. „Szyby”
4. „Teraz-tu”
5. „Dumka na dwa serca”
6. „Your High”
7. „Niebo to My”
8. „Oczyszczenie”
9. „Nie było”
10. „List”
11. „Nie proszę o więcej”
12. „Impossible”
13. „To nie ja!”

## Muzyczni goście
Podczas koncertów Górniak wystąpiło wiele artystów, z którymi piosenkarka współpracowała w ciągu dwudziestu pięciu lat swojej działalności artystycznej.
- Piotr „Glaca” Mohamed z zespołu Sweet Noise – występuje na każdym koncercie wykonując z Edytą ich wspólny utwór pt. „Nie było” z 2004 roku.
- Mieczysław Szcześniak – artysta, z którym Górniak nagrała w 1998 do najdroższego polskiego filmu XX wieku Ogniem i mieczem piosenkę promującą, czyli „Dumkę na dwa serca”. Szcześniak pojawił się na każdym koncercie artystki.
- Monika Kuszyńska – wokalistka, z którą 30 sierpnia na koncercie Europa to My Edyta wykonała „Hallelujah” i na scenie zaprosiła ją do wspólnego zaśpiewania tej piosenki podczas trasy koncertowej, co miało miejsce 26 września w Płocku[6].
- Ewa Farna – Górniak zaprosiła ją za pośrednictwem portalu Facebook do wspólnego występu[7]. Zaproszenie zostało przyjęte i 8 października we Wrocławiu obie piosenkarki zaśpiewały „To nie tak jak myślisz”, piosenkę, która promowała film pt. To nie tak jak myślisz, kotku[8].
- Edyta Bartosiewicz – artystka, która w 2002 roku napisała słowa i muzykę do utworu Górniak „Nie proszę o więcej” na jej płytę Perła. Wokalistki wykonały ten utwór 9 października w Poznaniu[9].
- Marek Piekarczyk – artysta, który wraz z Edytą był jurorem programu The Voice of Poland, w którym wykonali przebój zespołu Bajm „Co mi Panie dasz”. Tę samą piosenkę zaśpiewali wspólnie 25 października w Gdańsku[10].
- Ewelina Łuszczek – podopieczna Górniak w programie The Voice of Poland, która odpadła w bitwach, ale dostała zaproszenie na jeden z koncertów Edyty. Wokalistki wystąpiły 29 listopada w Łodzi i wykonały utwór „Nie zapomnij”[11].
- Klaudia Gawor – zwyciężczyni trzeciej edycji programu X Factor, wystąpiła na koncernie piosenkarki w Krakowie, jako support.

Gościem koncertu w Bydgoszczy 22 października miała być Ewelina Lisowska, która propozycję przyjęła, jednak musiała w ostatniej chwili zrezygnować ze względu na zobowiązania zawodowe.
Natomiast gościem koncertu w Krakowie 9 grudnia miał być Andrzej Piaseczny, jednakże po zmianie terminu koncertu na 14 lutego 2016, ostatecznie występ wokalisty z Górniak nie odbył się.

## Klubowa część trasy (DJ set)
- 5 czerwca 2015 – Glam Club[14] (Warszawa)
- 2 października 2015 – Grey Club Wroclove[15] (Wrocław)